# Seirocastnia continua
Seirocastnia continua är en fjärilsart som beskrevs av Walker 1856. Seirocastnia continua ingår i släktet Seirocastnia och familjen nattflyn. Inga underarter finns listade.